# Молния (песня)
«Мо́лния» — песня российского певца Димы Билана, выпущенная 9 ноября 2018 года в качестве второго сингла с его десятого студийного альбома «Перезагрузка» на лейбле Archer Music. По итогам 2019 года трек вошёл в топ-10 самых прослушиваемых песен сервиса «Яндекс.Музыка».

## О песне
Тречок танцевальный, и этим все сказано. А вам желаю не терять чувства легкости и свободы от мнений и глаз, которые вдруг будут смотреть на вас осуждающим взглядом, если вы будете идти по улице и танцевать! Мой отец, например, до сих пор делает это в свои уже не совсем молодые годы! Танцуйте, господа - я разрешаю! И не забудьте выспаться, скоро выходные! И в хорошем смысле привет нулевым!Дима Билан

## Чарты
| Чарт (2019)                    | Высшая позиция в чартах |
| ------------------------------ | ----------------------- |
| СНГ (Top Radio Hits) TopHit    | 13                      |
| РОФ (Top Radio & YouTube Hits) | 2                       |
| РОФ (Top YouTube Hits)         | 7                       |

## История релиза
| Регион | Дата          | Формат                                  | Лейбл        |
| ------ | ------------- | --------------------------------------- | ------------ |
| Мир    | 9 ноября 2018 | Радиоротация цифровые загрузки стриминг | Archer Music |

## Награды и номинации
| Год  | Премия            | Номинированная работа | Категория                     | Результат |
| ---- | ----------------- | --------------------- | ----------------------------- | --------- |
| 2019 | Премия Муз-ТВ     | Видеоклип «Молния»    | «Лучшее видео»                | Победа    |
| 2019 | Премия RU.TV      | Песня «Молния»        | «Лучшая песня»                | Номинация |
| 2019 | Жара Music Awards | Песня «Молния»        | «Лучшая песня»                | Победа    |
| 2019 | Золотой граммофон | Песня «Молния»        | Статуэтка «Золотой граммофон» | Победа    |